# Linum emirnense
Linum emirnense är en linväxtart som beskrevs av Boj.. Linum emirnense ingår i släktet linsläktet, och familjen linväxter. Utöver nominatformen finns också underarten L. e. marojejyense.